# 緑が丘 (相模原市)
緑が丘（みどりがおか）は、神奈川県相模原市中央区の町名。現行行政地名は緑が丘一丁目から緑が丘二丁目。住居表示実施済区域。

## 地理
中央区の南部に位置し、西に陽光台、北に光が丘、北東に並木、東に青葉、南に南区下溝と接している。

### 地価
住宅地の地価は、2022年（令和4年）7月1日の公示地価によれば、緑が丘1-10-4の地点で13万4000円/m2となっている。

## 世帯数と人口
2020年（令和2年）10月1日現在（国勢調査）の世帯数と人口（総務省調べ）は以下の通りである。
| 丁目         | 世帯数    | 人口    |
| ------------ | --------- | ------- |
| 緑が丘一丁目 | 964世帯   | 2,245人 |
| 緑が丘二丁目 | 701世帯   | 1,687人 |
| 計           | 1,665世帯 | 3,932人 |

### 人口の変遷
国勢調査による人口の推移。
| 年                 | 人口  |
| ------------------ | ----- |
| 1995年（平成7年）  | 3,961 |
| 2000年（平成12年） | 4,415 |
| 2005年（平成17年） | 4,463 |
| 2010年（平成22年） | 4,474 |
| 2015年（平成27年） | 4,257 |
| 2020年（令和2年）  | 3,932 |

### 世帯数の変遷
国勢調査による世帯数の推移。
| 年                 | 世帯数 |
| ------------------ | ------ |
| 1995年（平成7年）  | 1,243  |
| 2000年（平成12年） | 1,457  |
| 2005年（平成17年） | 1,569  |
| 2010年（平成22年） | 1,650  |
| 2015年（平成27年） | 1,634  |
| 2020年（令和2年）  | 1,665  |

## 学区
市立小・中学校に通う場合、学区は以下の通りとなる（2022年8月時点）。
| 番地 | 小学校               | 中学校                 |
| ---- | -------------------- | ---------------------- |
| 全域 | 相模原市立青葉小学校 | 相模原市立緑が丘中学校 |

## 事業所
2021年（令和3年）現在の経済センサス調査による事業所数と従業員数は以下の通りである。
| 丁目         | 事業所数 | 従業員数 |
| ------------ | -------- | -------- |
| 緑が丘一丁目 | 60事業所 | 393人    |
| 緑が丘二丁目 | 37事業所 | 176人    |
| 計           | 97事業所 | 569人    |

### 事業者数の変遷
経済センサスによる事業所数の推移。
| 年                 | 事業者数 |
| ------------------ | -------- |
| 2016年（平成28年） | 104      |
| 2021年（令和3年）  | 97       |

### 従業員数の変遷
経済センサスによる従業員数の推移。
| 年                 | 従業員数 |
| ------------------ | -------- |
| 2016年（平成28年） | 550      |
| 2021年（令和3年）  | 569      |

## 交通

### 鉄道
町内に鉄道駅はない。

### 道路
- 神奈川県道507号相武台相模原線

## 施設
- 青山学院大学緑ヶ丘グラウンド
- 相模原市立緑が丘中学校
- 相模原市消防局 相模原消防署緑が丘分署

## その他

### 日本郵便
- 郵便番号 : 252-0225[3]（集配局 : 相模原郵便局[15]）。